# مرلين سيفي متوسطي
خَدَّابَة أو رَمَّاح البحر أو أبو رمح أو مرلين سيفي متوسطي (الاسم العلمي: Tetrapturus belone) (بالإنجليزية: Mediterranean spearfish)‏ هو نوع من الأسماك يتبع جنس المرلين السيفي من فصيلة الأسماك المرلينية. أعطانها البحر الأبيض المتوسط. جسمها كبير القد وشعي الشكل، يطول نحو ثلاثة أمتار. ثوبها إلى الشهبة الفضية المواج تزرق وتخضر وتسمر عند الظهر وتغبر وتبيض عند البطن. رأسها مخروطي خطمها ذلق الشكل منقادي الشكل، عظم فكه الأعلى وهو مخرزي الشكل يتقدم الأسفل نحو ٢٠ سم. زعنفتها الذيلية هلالية، أما الظهرية فمستطيلة قاطبة ثلاثية النتوءات. لحمها مأكول لكنه كاعن الصنف كثير المادة الزيتية.